# Uppbyggelselitteratur
Uppbyggelselitteratur är litteratur som bygger upp själens försvar mot dödens och ondskans makter, och finns inom alla skriftreligioner. Den skiljer sig från strikt teologiska verk genom sin personliga ton.

## Historik
Under vissa tider har den stått profanlitteraturen nära och genom konstnärlig kraft utövat bestående inflytande på författare som Goethe, Balzac och Strindberg. Vissa perioder av europeiskt kulturliv har särskilt gynnat denna sorts litteratur. Det gäller Thomas a Kempis’ medeltid liksom det ortodoxa svenska 1600-talet.
Uppbyggelselitteraturen var i Sverige kring år 1700 en god förlagsprodukt, och mycket av det viktiga som då skrevs på svenska (Spegel, Frese, asketiska andaktsböcker) är på skilda sätt av religiöst uppbygglig natur.
I puritanismens England skapade John Bunyan med Kristens resa ett av genrens bestående verk. Uppbyggelseböckerna blev folklitteratur men skyddes inte av adel och borgerskap, men möjligen av prästerskapet som kunde misstänka förekomsten av svärmiska irrläror.
En god del av den europeiska litteraturen förstås bättre om den ses i dubbelbelysningen uppbyggelse – underhållning. Den första ”pojkboken”, Telémaque av Fénelon, har drag av såväl salongsesprit som uppbygglighet.
En fransman som La Serre, enormt populär i Europa kring år 1600, var en lysande retoriker och kristen förkunnare i en och samma person. Först med 1700-talets parodier (Voltaire och andra) kom genren i vanrykte. Att den ändå länge behöll sitt grepp kan ses av ett sent svenskt exempel som Sven Lidman, kristen retoriker i de gamla mästarnas anda.